# Paul Catty
Paul Catty (* 1945 in London) ist ein österreichischer Moderator und Spieleautor.

## Biographie
Catty studierte Sprachen an der Universität von Durham, England. 1967 kam er nach Österreich und unterrichtete an der Vienna International School, ab 1979 moderierte er auf Blue Danube Radio unter anderem Sunday Brunch, Easy does it und English Passport.
Auf Radio Österreich International moderierte Catty My Music. Seit 2003 moderiert er auf Ö1 das Kulturquiz gehört.gewusst, das sonntags um 13:10 Uhr ausgestrahlt wird. An der Entwicklung dieser beliebten Sendung war er ebenfalls beteiligt.
Gemeinsam mit seiner Frau Ulrike und dem Ehepaar Maria und Josef Ernst Führer erfand er das Spiel Activity, das seit 1990 von Piatnik in zahlreichen Varianten vertrieben wird.

## Ludographie (Auswahl)
- 1990: Activity (Piatink)
- 1992: Identity: Spiel der Persönlichkeiten (Piatink)
- 1992: Activity professionell (Piatink)
- 1992: Activity kompakt (Piatink)
- 1995: Activity for English I/II (Piatink)
- 1995: Activity Action (Piatink)
- 1996: Activity Codeword (Piatink)
- 1996: Activity 1996 (Piatink)
- 1997: Activity junior (Piatink)
- 1997: Activity connection! (Piatink)
- 1997: Activity 1997 (Piatink)
- 1999: Activity: Gold Edition (Piatink)
- 2001: Who is who (Piatink)
- 2002: Activity Club Edition (Piatink)
- 2002: Activity 2 (Piatink)
- 2003: Activity Travel (Piatink)
- 2004: Activity Celebrations (Piatink)
- 2006: Activity Turbo (Piatink)
- 2006: Activity Turbo Junior (Piatink)
- 2009: Let's Party (Piatink)
- 2009: Activity: Alles ist möglich (Piatink)
- 2009: 20 Jahre Activity (Piatink)
- 2010: Scorpio (Piatink)
- 2011: Activity Countdown (Piatink)
- 2015: Activity Champion (Piatink)